# 大相撲の在位記録
大相撲の在位記録とは、日本相撲協会が主催する相撲興行（大相撲の本場所）において、力士が現役を務めた場所数のことを指す。

## 在位記録

### 通算番付在位記録
| 順位 | 四股名       | 在位数  | 在位期間                                                                                              | 最高位         |
| ---- | ------------ | ------- | --- | -------------- |
| 1位  | 華吹大作     | 211場所 | 1986年（昭和61年）3月場所-2022年(令和4年) 1月場所                                                     | 東三段目18枚目 |
| 2位  | 天一俊哉     | 193場所 | 1993年（平成5年）3月場所-                                                                             | 西幕下10枚目   |
| 2位  | 輝の里一輝   | 193場所 | 1993年（平成5年）3月場所-                                                                             | 東三段目23枚目 |
| 4位  | 澤勇智和     | 187場所 | 1992年（平成4年）7月場所-1993年（平成5年）3月場所、1994年（平成6年）11月場所-2025年（令和7年）5月場所 | 東序二段53枚目 |
| 4位  | 潮来桜弘四郎 | 187場所 | 1994年（平成6年）3月場所-                                                                             | 東序二段19枚目 |
| 6位  | 北斗龍定裕   | 186場所 | 1986年（昭和61年）3月場所-2017年（平成29年）3月場所                                                   | 東三段目53枚目 |
| 7位  | 翔傑喜昭     | 181場所 | 1995年（平成7年）3月場所-                                                                             | 西幕下4枚目    |
| 8位  | 越ノ龍敏彦   | 176場所 | 1995年（平成7年）3月場所-2024年（令和6年）9月場所                                                     | 西幕下34枚目   |
| 8位  | 芳東洋       | 176場所 | 1996年（平成8年）1月場所-                                                                             | 東前頭12枚目   |
| 10位 | 栃天晃正嵩   | 175場所 | 1982年（昭和57年）3月場所-2011年（平成23年）5月技量審査場所                                           | 東十両4枚目    |
| 10位 | 聡ノ富士久志 | 175場所 | 1996年（平成8年）1月場所-2025年（令和7年）5月場所                                                     | 東幕下55枚目   |
| 10位 | 大雷童太郎   | 175場所 | 1996年（平成8年）3月場所-                                                                             | 東十両2枚目    |

- 太字の力士は、2025年7月場所現在、現役力士である。
- 番付外で前相撲を欠場した場所は除いた記録である。
- 上位10位以内で、関取経験者は栃天晃、芳東、大雷童の3人だけである。
- 幕内経験者の中で最も多い通算在位場所を記録しているのは芳東の176場所、三役経験者では大潮の157場所である。
- 横綱経験者の中での通算在位上位3位までは、千代の富士の125場所、白鵬の121場所、鶴竜の115場所である。

### 関取在位記録
| 順位 | 四股名       | 在位数  | 内訳                    | 最高位 |
| ---- | ------------ | ------- | ----------------------- | ------ |
| 1位  | 魁皇博之     | 117場所 | 幕内107場所、十両10場所 | 大関   |
| 1位  | 安美錦竜児   | 117場所 | 幕内97場所、十両20場所  | 関脇   |
| 3位  | 旭天鵬勝     | 115場所 | 幕内99場所、十両16場所  | 関脇   |
| 4位  | 寺尾常史     | 110場所 | 幕内93場所、十両17場所  | 関脇   |
| 5位  | 大潮憲司     | 106場所 | 幕内51場所、十両55場所  | 小結   |
| 5位  | 若の里忍     | 106場所 | 幕内87場所、十両19場所  | 関脇   |
| 7位  | 白鵬翔       | 105場所 | 幕内103場所、十両2場所  | 横綱   |
| 8位  | 高見山大五郎 | 104場所 | 幕内97場所、十両7場所   | 関脇   |
| 8位  | 玉鷲一朗     | 104場所 | 幕内95場所、十両9場所   | 関脇   |
| 10位 | 水戸泉政人   | 99場所  | 幕内79場所、十両20場所  | 関脇   |

- 太字の力士は、2025年7月場所現在、現役力士である。

### 関取連続在位記録
| 順位 | 四股名        | 在位数  | 在位期間                       | 内訳                    | 最高位 |
| ---- | ------------- | ------- | ------------------------------ | ----------------------- | ------ |
| 1位  | 魁皇博之☆     | 117場所 | 1992年1月場所 - 2011年7月場所  | 幕内107場所、十両10場所 | 大関   |
| 1位  | 安美錦竜児☆   | 117場所 | 2000年1月場所 - 2019年7月場所  | 幕内97場所、十両20場所  | 関脇   |
| 3位  | 旭天鵬勝      | 111場所 | 1997年1月場所 - 2015年7月場所  | 幕内99場所、十両12場所  | 関脇   |
| 4位  | 寺尾常史☆     | 110場所 | 1984年7月場所 - 2002年9月場所  | 幕内93場所、十両17場所  | 関脇   |
| 5位  | 若の里忍☆     | 106場所 | 1997年11月場所 - 2015年7月場所 | 幕内87場所、十両19場所  | 関脇   |
| 6位  | 白鵬翔☆       | 105場所 | 2004年1月場所 - 2021年9月場所  | 幕内103場所、十両2場所  | 横綱   |
| 7位  | 高見山大五郎☆ | 104場所 | 1967年3月場所 - 1984年5月場所  | 幕内97場所、十両7場所   | 関脇   |
| 7位  | 玉鷲一朗☆     | 104場所 | 2008年1月場所 -                | 幕内95場所、十両9場所   | 関脇   |
| 9位  | 水戸泉政人☆   | 99場所  | 1984年5月場所 - 2000年9月場所  | 幕内79場所、十両20場所  | 関脇   |
| 10位 | 豪風旭☆       | 98場所  | 2002年9月場所 - 2019年1月場所  | 幕内86場所、十両12場所  | 関脇   |

- 太字の力士は、2025年7月場所現在、現役力士である。
- ☆の力士は、関取昇進直後からの連続在位記録を持つ力士である。

### 幕内在位記録
| 順位 | 四股名       | 在位数  | 最高位 |
| ---- | ------------ | ------- | ------ |
| 1位  | 魁皇博之     | 107場所 | 大関   |
| 2位  | 白鵬翔       | 103場所 | 横綱   |
| 3位  | 旭天鵬勝     | 99場所  | 関脇   |
| 4位  | 高見山大五郎 | 97場所  | 関脇   |
| 4位  | 安美錦竜児   | 97場所  | 関脇   |
| 6位  | 玉鷲一朗     | 95場所  | 関脇   |
| 7位  | 寺尾常史     | 93場所  | 関脇   |
| 8位  | 琴奨菊和弘   | 92場所  | 大関   |
| 9位  | 安芸乃島勝巳 | 91場所  | 関脇   |
| 10位 | 琴ノ若晴將   | 90場所  | 関脇   |

- 太字の力士は、2025年7月場所現在、現役力士である。

### 横綱在位記録
| 順位 | 四股名       | 在位数 | 在位期間             | 在位中成績                | 在位中勝率                                                            |
| ---- | ------------ | ------ | -------------------- | ------------------------- | --------------------------------------------------------------------- |
| 1位  | 白鵬翔       | 84場所 | 2007年7月-2021年9月  | 899勝129敗232休、優勝42回 | 勝率(休場含まない) .873、勝率(休場含む) .719、優勝率 .500、※2場所休止 |
| 2位  | 北の湖敏満   | 63場所 | 1974年9月-1985年1月  | 670勝156敗107休、優勝22回 | 勝率(休場含まない) .811、勝率(休場含む) .718、優勝率 .349             |
| 3位  | 千代の富士貢 | 59場所 | 1981年9月-1991年5月  | 625勝112敗137休、優勝29回 | 勝率(休場含まない) .848、勝率(休場含む) .715、優勝率 .492             |
| 4位  | 大鵬幸喜     | 58場所 | 1961年11月-1971年5月 | 622勝103敗136休、優勝29回 | 勝率(休場含まない) .858、勝率(休場含む) .722、優勝率 .500             |
| 5位  | 貴乃花光司   | 49場所 | 1995年1月-2003年1月  | 429勝99敗201休、優勝15回  | 勝率(休場含まない) .813、勝率(休場含む) .588、優勝率 .306             |
| 6位  | 曙太郎       | 48場所 | 1993年3月-2001年1月  | 432勝122敗166休、優勝8回  | 勝率(休場含まない) .780、勝率(休場含む) .600、優勝率 .167             |
| 7位  | 柏戸剛       | 47場所 | 1961年11月-1969年7月 | 407勝147敗140休、優勝4回  | 勝率(休場含まない) .735、勝率(休場含む) .586、優勝率 .085             |
| 7位  | 輪島大士     | 47場所 | 1973年7月-1981年3月  | 466勝142敗85休、優勝12回  | 勝率(休場含まない) .766、勝率(休場含む) .672、優勝率 .255             |
| 9位  | 朝青龍明徳   | 42場所 | 2003年3月-2010年1月  | 463勝91敗76休、優勝23回   | 勝率(休場含まない) .836、勝率(休場含む) .735、優勝率 .548             |
| 10位 | 鶴竜力三郎   | 41場所 | 2014年5月-2021年3月  | 266勝117敗227休、優勝5回  | 勝率(休場含まない) .695、勝率(休場含む) .433、優勝率 .122             |

- 白鵬の横綱在位場所は中止された2011年（平成23年）3月場所及び2020年（令和2年）5月場所を数えず、本場所ではないが公式記録が残る2011年（平成23年）5月の技量審査場所は数える。
- 鶴竜の横綱在位場所は中止された2020年（令和2年）5月場所を数えない。
- 朝青龍は在位中に起こした不祥事で引退に追い込まれている。
- 上記力士の横綱土俵入りは白鵬のみ不知火型、他9人は雲龍型を選択している。
- 休場を含まない勝率では休場を計算に加えていない。休場を含む勝率では休場を敗戦扱いにして計算している。

#### 東横綱在位記録
| 順位 | 四股名       | 在位数 |
| ---- | ------------ | ------ |
| 1位  | 白鵬翔       | 60場所 |
| 2位  | 千代の富士貢 | 41場所 |
| 3位  | 大鵬幸喜     | 38場所 |
| 4位  | 朝青龍明徳   | 31場所 |
| 5位  | 北の湖敏満   | 30場所 |
| 6位  | 貴乃花光司   | 25場所 |
| 7位  | 曙太郎       | 22場所 |
| 8位  | 照ノ富士春雄 | 20場所 |
| 9位  | 輪島大士     | 17場所 |

- 2025年7月場所時点。

#### 東横綱連続在位記録
| 順位 | 四股名       | 連続在位数 | 期間                           |
| ---- | ------------ | ---------- | ------------------------------ |
| 1位  | 朝青龍明徳   | 27場所     | 2003年5月場所 − 2007年9月場所  |
| 2位  | 照ノ富士春雄 | 20場所     | 2021年11月場所 − 2025年1月場所 |
| 3位  | 白鵬翔       | 18場所     | 2010年1月場所 − 2013年1月場所  |
| 4位  | 千代の富士貢 | 17場所     | 1985年1月場所 − 1987年9月場所  |
| 5位  | 大鵬幸喜     | 11場所     | 1962年1月場所 − 1963年9月場所  |
| 5位  | 曙太郎       | 11場所     | 1993年3月場所 − 1994年11月場所 |
| 7位  | 白鵬翔       | 10場所     | 2014年3月場所 − 2015年9月場所  |
| 7位  | 白鵬翔       | 10場所     | 2020年1月場所 − 2021年9月場所  |

- 2025年7月場所時点。
- 東横綱連続在位10場所以上を3度記録したのは、白鵬のみである。

#### 年間東横綱完全在位記録
年間東横綱完全在位とは、1年間通して東横綱在位を記録することを指す。
| 順位 | 四股名       | 完全在位年数 | 期間                    |
| ---- | ------------ | ------------ | ----------------------- |
| 1位  | 白鵬翔       | 4年          | 2010年 − 2012年、2020年 |
| 2位  | 朝青龍明徳   | 3年          | 2004年 − 2006年         |
| 2位  | 照ノ富士春雄 | 3年          | 2022年 − 2024年         |
| 4位  | 千代の富士貢 | 2年          | 1985年 − 1986年         |
| 5位  | 大鵬幸喜     | 1年          | 1962年                  |
| 5位  | 北の富士勝昭 | 1年          | 1972年                  |
| 5位  | 輪島大士     | 1年          | 1974年                  |
| 5位  | 北の湖敏満   | 1年          | 1975年                  |
| 5位  | 曙太郎       | 1年          | 1994年                  |
| 5位  | 貴乃花光司   | 1年          | 1996年                  |
| 5位  | 武蔵丸光洋   | 1年          | 2002年                  |

- 2025年7月場所時点。

#### 年間東横綱完全在位記録連続年数
年間東横綱完全在位連続年数とは、1年間通して東横綱在位を記録した連続年数のことを指す。
| 順位 | 四股名       | 完全在位年数 | 期間            |
| ---- | ------------ | ------------ | --------------- |
| 1位  | 朝青龍明徳   | 3年          | 2004年 − 2006年 |
| 1位  | 白鵬翔       | 3年          | 2010年 − 2012年 |
| 1位  | 照ノ富士春雄 | 3年          | 2022年 − 2024年 |
| 4位  | 千代の富士貢 | 2年          | 1985年 − 1986年 |

- 2025年7月場所時点。
- いずれも初達成時からの記録である。

### 大関在位記録
| 順位 | 四股名                | 在位数 | 在位期間                                                       | 在位期間成績            |
| ---- | --------------------- | ------ | -------------------------------------------------------------- | ----------------------- |
| 1位  | 千代大海龍二          | 65場所 | 1999年（平成11年）3月場所-2009年（平成21年）11月場所↓          | 515勝345敗115休 優勝2回 |
| 1位  | 魁皇博之              | 65場所 | 2000年（平成12年）9月場所-2011年（平成23年）7月場所            | 524勝328敗119休 優勝4回 |
| 3位  | 貴ノ花利彰            | 50場所 | 1972年（昭和47年）11月場所-1981年（昭和56年）1月場所           | 422勝285敗49休 優勝2回  |
| 4位  | 琴欧洲勝紀            | 47場所 | 2006年（平成18年）1月場所-2013年（平成25年）11月場所↓          | 378勝264敗63休 優勝1回  |
| 5位  | 北天佑勝彦            | 44場所 | 1983年（昭和58年）7月場所-1990年（平成2年）9月場所             | 378勝245敗29休 優勝2回  |
| 6位  | 小錦八十吉 (1963年生) | 39場所 | 1987年（昭和62年）7月場所-1993年（平成5年）11月場所↓           | 345勝197敗43休 優勝3回  |
| 7位  | 貴ノ浪貞博            | 37場所 | 1994年（平成6年）3月場所-1999年（平成11年）11月場所（35場所）↓ | 340勝177敗8休 優勝2回   |
| 7位  | 貴ノ浪貞博            | 37場所 | 2000年（平成12年）3月場所-2000年（平成12年）5月場所（2場所）↓  | 13勝17敗0休 優勝なし    |
| 8位  | 朝潮太郎 (4代)        | 36場所 | 1983年（昭和58年）5月場所-1989年（平成元年）3月場所            | 294勝203敗33休 優勝1回  |
| 9位  | 豊山勝男              | 34場所 | 1963年（昭和38年）3月場所-1968年（昭和43年）9月場所            | 301勝201敗8休 優勝なし  |
| 10位 | 豪栄道豪太郎          | 33場所 | 2014年（平成26年）9月場所-2020年（令和2年）1月場所             | 260勝194敗41休 優勝1回  |

- 在位期間の↓は関脇に陥落、無印は大関の地位で引退。
- 魁皇と琴欧洲は本場所開催が中止された2011年（平成23年）3月場所を数えない。また本場所ではないが公式記録が残される同年5月の技量審査場所は数える。
- 貴ノ花には大関在位中に「貴乃花」等への改名歴がある。
- 琴欧洲は大関在位中に「琴欧州」からの改名歴がある。
- 貴ノ浪は在位35場所目の1999年（平成11年）11月場所で1度目の陥落、翌2000年（平成12年）1月場所に関脇で10勝を挙げ大関特例復帰を果たす。復帰後在位2場所目の2000年5月場所で2度目の陥落、大関在位合計は37場所。
- 豊山の大関在位中は当時「3場所連続負け越しで降格」でのもの。1969年（昭和44年）7月から現行制度。
- 豪栄道は2020年1月のカド番となる場所で負け越したことにより、関脇に陥落が決定したが、次の場所を待たずに引退を発表した。

### 関脇在位記録
| 順位 | 関脇在位 | 四股名       | 最高位 |
| ---- | -------- | ------------ | ------ |
| 1位  | 22場所   | 琴光喜啓司   | 大関   |
| 2位  | 21場所   | 長谷川勝敏   | 関脇   |
| 2位  | 21場所   | 琴錦功宗     | 関脇   |
| 2位  | 21場所   | 魁皇博之     | 大関   |
| 5位  | 20場所   | 武双山正士   | 大関   |
| 6位  | 19場所   | 御嶽海久司   | 大関   |
| 7位  | 17場所   | 栃東大裕     | 大関   |
| 7位  | 17場所   | 若の里忍     | 関脇   |
| 9位  | 15場所   | 貴闘力忠茂   | 関脇   |
| 9位  | 15場所   | 名寄岩静男※  | 大関   |
| 9位  | 15場所   | 豪栄道豪太郎 | 大関   |

- 2025年7月場所時点。
- 太字の力士は、2025年7月場所時点での現役力士である。
- ※は年6場所制定着以前の入幕。

### 小結在位記録
| 順位 | 小結在位 | 四股名       | 最高位 |
| ---- | -------- | ------------ | ------ |
| 1位  | 19場所   | 高見山大五郎 | 関脇   |
| 2位  | 15場所   | 安芸乃島勝巳 | 関脇   |
| 3位  | 14場所   | 出羽錦忠雄※  | 関脇   |
| 3位  | 14場所   | 栃煌山雄一郎 | 関脇   |
| 5位  | 13場所   | 琴錦功宗     | 関脇   |
| 5位  | 13場所   | 土佐ノ海敏生 | 関脇   |
| 7位  | 12場所   | 出羽の花義貴 | 関脇   |
| 7位  | 12場所   | 稀勢の里寛   | 横綱   |
| 9位  | 11場所   | 貴闘力忠茂   | 関脇   |
| 9位  | 11場所   | 魁皇博之     | 大関   |
| 9位  | 11場所   | 武双山正士   | 大関   |
| 9位  | 11場所   | 髙安晃       | 大関   |

- 2025年7月場所現在。
- 太字の力士は、2025年7月場所現在、現役力士である。
- ※は年6場所制定着以前の入幕。
- 小結が最高位の力士としては富士錦猛光の10場所が最多。